# Enric Catà
Enric Catà i Catà (San Feliu de Llobregat, 1878 - Barcelona, 1937) fue un arquitecto español, hijo de Salvador Catà i Rossell, de Arenys de Munt, y de Francesca Catà i Faura, de San Feliú de Llobregat.

## Biografía

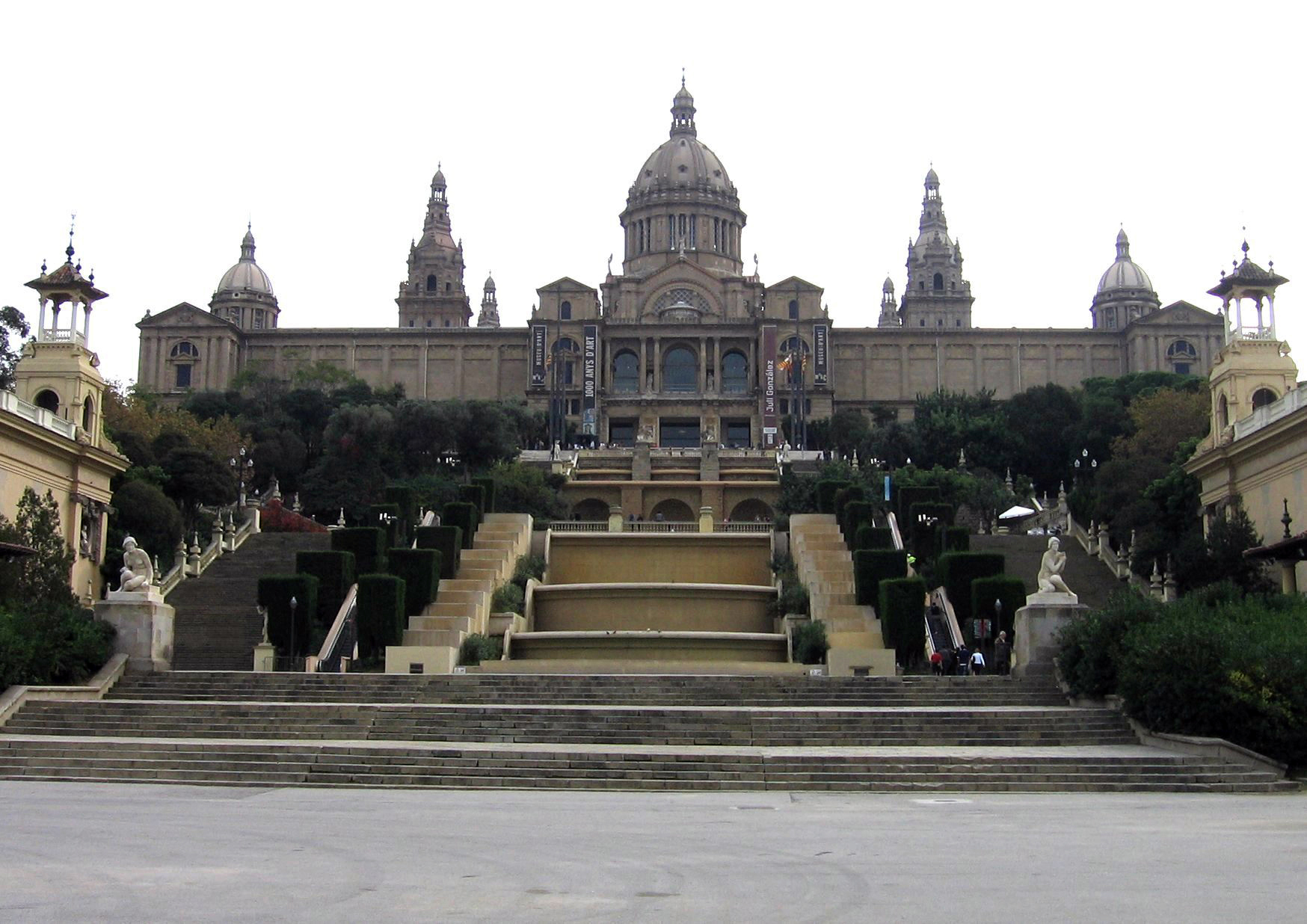
Palacio Nacional, Montjuïc (Barcelona).

Cursó sus primeros estudios en los Escolapios de Tarrasa. Durante el curso 1894-1895 estudió bachillerato en Barcelona, y el mismo 1895 inició la carrera en la Escuela Técnica Superior de Arquitectura de Barcelona, donde en 1903 obtuvo el título de arquitecto presentando como proyecto final de carrera una escuela de artes y oficios. La carrera profesional de Catà desde sus inicios se desdobló entre su dedicación a la docencia y el ejercicio de la profesión. En la Escuela Superior de Arquitectura de Barcelona dedicó más de 25 años, primero como profesor auxiliar (1903) y después como catedrático de geometría descriptiva (1918).
En octubre de 1917 fue nombrado arquitecto municipal de Arenys de Munt, cargo que ejerció hasta su muerte. Por encargo del Ayuntamiento proyectó la escuela Sant Martí, con un primer proyecto de 1917 que quedó sin realizar, y otro de 1931-1933 que se inauguró en 1937. Otras obras municipales fueron: el puente sobre la riera de 1921, el Plan General de Urbanización de 1932 y el mercado y las casas para los maestros de 1936. En fecha anterior a su nombramiento ya había intervenido en 1907 en la restauración y ampliación de la casa Can Pau Bernadó, en el proyecto de la capilla del Santísimo de la iglesia parroquial (1913), y en un proyecto de lavanderías públicas realizado en 1915.
En los proyectos de despacho Catà colaboró a menudo con otros arquitectos: acabada la carrera colaboró con el arquitecto modernista Lluís Domènech i Montaner; con Francesc Guàrdia i Vial reformó el Teatro Principal de Tarrasa (1911); en 1916, con Eusebi Bona, ganaron el concurso para la construcción del edificio de Correos y Telégrafos de Gerona; también mediante un concurso, en 1925, en colaboración con Eugenio Cendoya, construyeron el Palacio Nacional de Montjuïc construido para la Exposición Internacional de Barcelona de 1929; con Adolf Florensa construyó el Casal del Metge de Barcelona entre 1929 y 1933. Igualmente, fue uno de los responsables del proyecto de urbanización de la plaza de Cataluña de Barcelona, junto a Francesc Nebot, Pere Domènech i Roura, Eugenio Cendoya, Félix de Azúa y Antoni Darder (1926-1929).
Su obra más emblemática fue el Palacio Nacional, construido con Eugenio Cendoya bajo la supervisión de Pere Domènech i Roura, entre 1926 y 1929. De estilo clasicista inspirado en el Renacimiento español, tiene planta rectangular con dos cuerpos laterales y uno posterior cuadrado, con una gran cúpula elíptica en la parte central. Desde 1934 acoge el Museo Nacional de Arte de Cataluña.
La producción de Catà en solitario es extensa: en Gerona proyectó obras tan conocidas como las Destilerías Regàs (1907) y las Destilerías Gerunda (1911) del Puente Mayor y el Teatro Albéniz (1922); en Portbou, la reforma del Casino España (1923); en Palamós, el Grupo Escolar (1925); en Reus, la Granja Soldevila (1929); y en Barcelona, diversas casas burguesas actualmente desaparecidas.